# Кондор E.III
Кондор E.III је ловачки авион направљен у Немачкој. Авион је први пут полетео 1918. године. 

Највећа брзина авиона при хоризонталном лету је износила 190 km/h.
Распон крила авиона је био 9,00 метара, а дужина трупа 5,50 метара. Празан авион је имао масу од 460 килограма. Нормална полетна маса износила је око 640 килограма. Био је наоружан са два синхронизована митраљеза ЛМГ 08/15 Шпандау (LMG 08/15 Spandau) калибра 7,92 mm.

## Наоружање
| Наоружање авиона: Кондор       |      |
| Ватрено (стрељачко) наоружање  |      |
| Топ                            |      |
| Митраљез                       |      |
| Број и ознака митраљеза        | 2    |
| Калибар                        | 7,92 |
| Бомбардерско наоружање (бомбе) |      |
| Ракетно наоружање (ракете)     |      |